# Gersgorin-tétel
A lineáris algebrában a Gersgorin-tétel azt mondja ki, hogy a komplex test feletti négyzetes mátrix sajátértékei a komplex síkon a főátló elemei körüli úgynevezett Gersgorin-körökön belül találhatóak. A tétel jelentős a numerikus módszerek elméletében, amennyiben lehetőséget ad a sajátértékek lokalizációjára és gyors közelítő meghatározására. A tétel Szemjon Aronovics Gersgorin szovjet matematikus eredménye.
Legyen {\displaystyle A=(a_{ij})} négyzetes mátrix, ahol {\displaystyle a_{ij}\in \mathbb {C} }. Az {\displaystyle a_{ii}} átlóelemhez tartozó {\displaystyle G_{i}} Gersgorin-kör a komplex síknak az a körlemeze, amelynek középpontja {\displaystyle a_{ii}}, sugara pedig {\displaystyle \sum _{i\neq j}|a_{ij}|}.
A tétel tehát azt állítja, hogy a mátrix sajátértékei a Gersgorin-körök unióján belül helyezkednek el. Speciális esetben, ha a mátrix diagonális, akkor a Gersgorin-körök sugara nulla, és a tétel azt az ismert tényt fejezi ki, hogy a diagonális mátrix sajátértékei éppen a főátlóbeli elemei.